# Мари Бонапарт
Принцеса Мари Бонапарт (на френски: Marie Bonaparte) е френска авторка и психоаналитик, близка със Зигмунд Фройд. Преводач на осем негови книги на френски език. Нейното богатство спомага за популярността на психоанализата и прави възможно бягството на Фройд от Нацистка Германия.

## Биография

### Произход и брак
Мари Бонапарт е родена на 2 юли 1882 в Сен Клу, Ил дьо Франс, Франция. Дъщеря е на принц Ролан Бонапарт и на Мари-Феликс Бланк. Бащата на Мари е правнук на Люсиен Бонапарт – брат на Наполеон Бонапарт.
На 21 ноември 1907 г., в Париж, Мари се омъжва за гръцкия принц Георгиос – втори син на гръцкия крал Георгиос I. Мари и Георгиос имат две деца – Петър и Йожени.
- Мари Бонапарт
- През 1912 г. в Никополис, Епир

### Отношения с Фройд
През 1925 г. Мари се консултира с Фройд за лечение на това, което се описва като нейна фригидност, което по-късно е обяснено като неуспех в получаването на оргазми по време на полов акт в мисионерска поза. Поради Мари Бонапарт Зигмунд Фройд отбелязва: „Най-големият въпрос, на който не е отговорено и на който аз все още не съм намерил отговор, въпреки моите тридесет години изследване на женската душа, е „Какво иска жената?“. По-късно тя плаща откуп за Фройд, за да го пуснат от Нацистка Германия и запазва писмата му с Вилхелм Флийс въпреки желанието на Фройд те да бъдат унищожени.
Въпреки това, което сама описва като сексуална дисфункция, тя има афери с ученика на Фройд Рудолф Льовенщайн и Аристид Бриан, премиер на Франция.

## Трудове
- Guerres militaires et guerres sociales, Paris, Flammarion, 1920.
- Le Printemps sur mon jardin, Paris, Flammarion, 1924.
- Deuil, nécrophilie et sadisme. A propos d'Edgar Poe, Paris, Denoël et Steele, 1932, coll. „Bibliothèque psychanalytique“, (19 p.).
- La Prophylaxie infantile des névroses, Paris, Denoël et Steele, coll. „Bibliothèque psychanalytique“.
- Edgar Poe, étude psychanalytique, avant-propos de S. Freud, Paris, Denoël, 1933 (преиздадена, Paris, PUF, 1958; нем. прев., Виена, 1934; англ. прев., 1949).
- Introduction à la théorie des instincts, Paris, Denoël et Steele, 1934, coll. „Bibliothèque psychanalytique“, (151 p.).
- Topsy, chow-chow au poil d'or, Paris, Denoël et Steele, 1937, (129 p.).
- Mythes de guerre, Imago Publishing Ltd, 1947, (англ. прев., 1947).
- Essais de psychanalyse, Imago Publishing Ltd, 1950.
- Monologues devant la vie et la mort, Imago Publishing Ltd, 1950.
- Les Glauques aventures de Flyda des Mers, Imago Publishing Ltd, 1950.
- Chronos et Éros, Imago Publishing Ltd, 1950.
- Les Glanes des jours, (recueil de maximes dédié à Gustave Le Bon), Paris, PUF, 1950.
- Souvenirs de jeunesse, tome I, Derrière les vitres closes, Paris, PUF, 1958.
- Souvenirs de jeunesse, tome II, L'Appel des sèves, Paris, PUF, 1958.
- De la sexualité de la femme, Paris, UGE, 1977, coll. „10/18“.

## За нея
- Bertin, Celia, Marie Bonaparte: A Life, Yale University Press, New Haven, 1982. ISBN 0-15-157252-6
- Loewenstein, Rudolf, Drives, Affects and Behavior: Essays in Honor of Marie Bonaparte, 1952